# Holzhaus
Ein Holzhaus ist überwiegend aus Holz gefertigt. Folgende Bauweisen haben sich herausgebildet:
- Blockhaus oder Blockbohlenhaus
- Ständerbauweise#Moderne Ständerbauweise
- Holztafelbau
- Holzrahmenbau
- Umgebindehaus

Viele Fertighäuser und Gartenhäuser werden mit Holz realisiert.
Als höchstes Holzhochhaus gilt seit 2022 das Ascent MKE in Milwaukee, Wisconsin, USA mit einer Höhe von 87 Metern, mehr als 80 Meter haben auch das Mjøstårnet in Brumunddal (Norwegen) und das HoHo Wien, in Berlin-Kreuzberg soll ein 98 m hohes Holz-Wohnhochhaus gebaut werden.

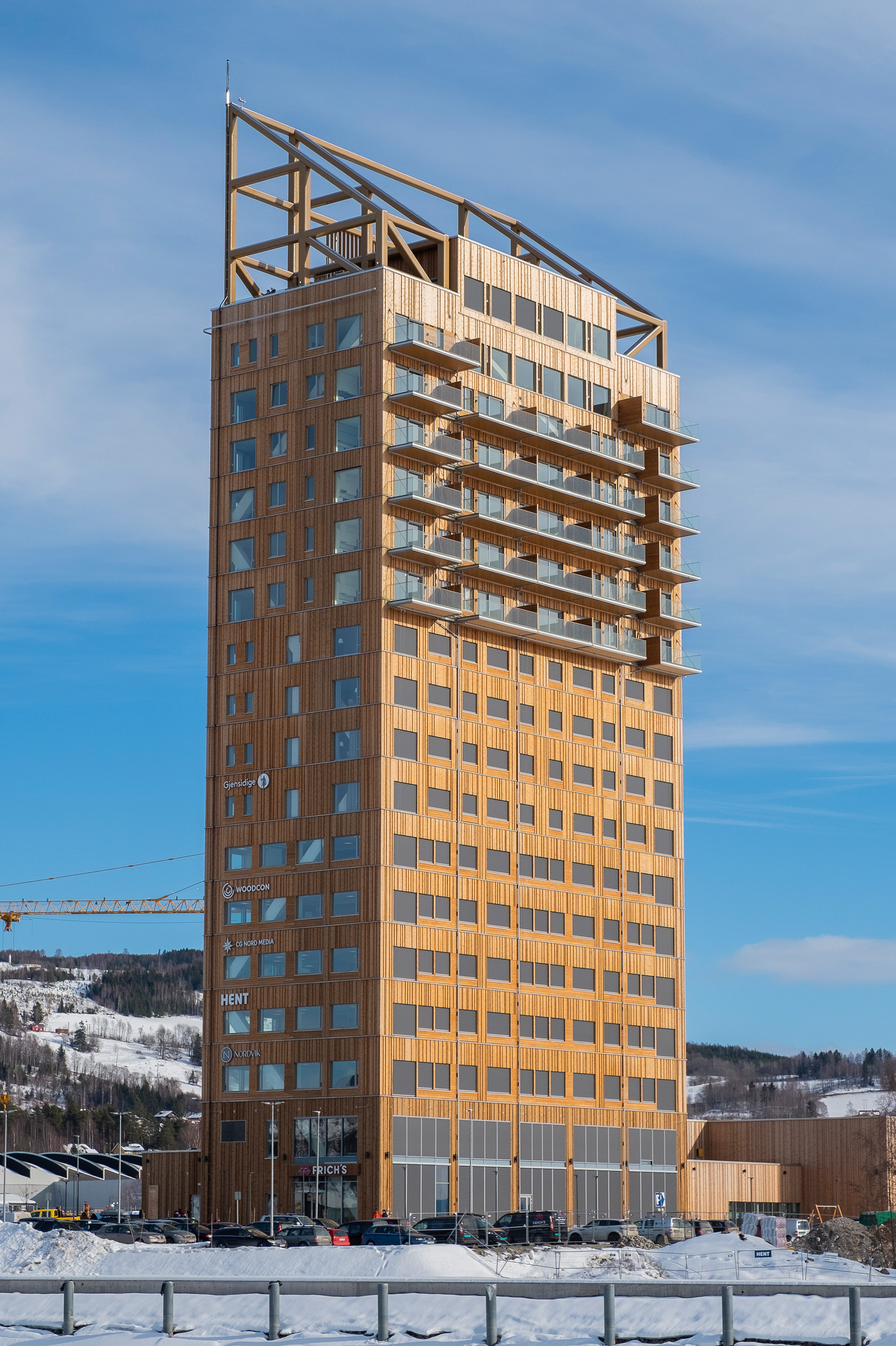
Mjøstårnet in Brumunddal, Norwegen
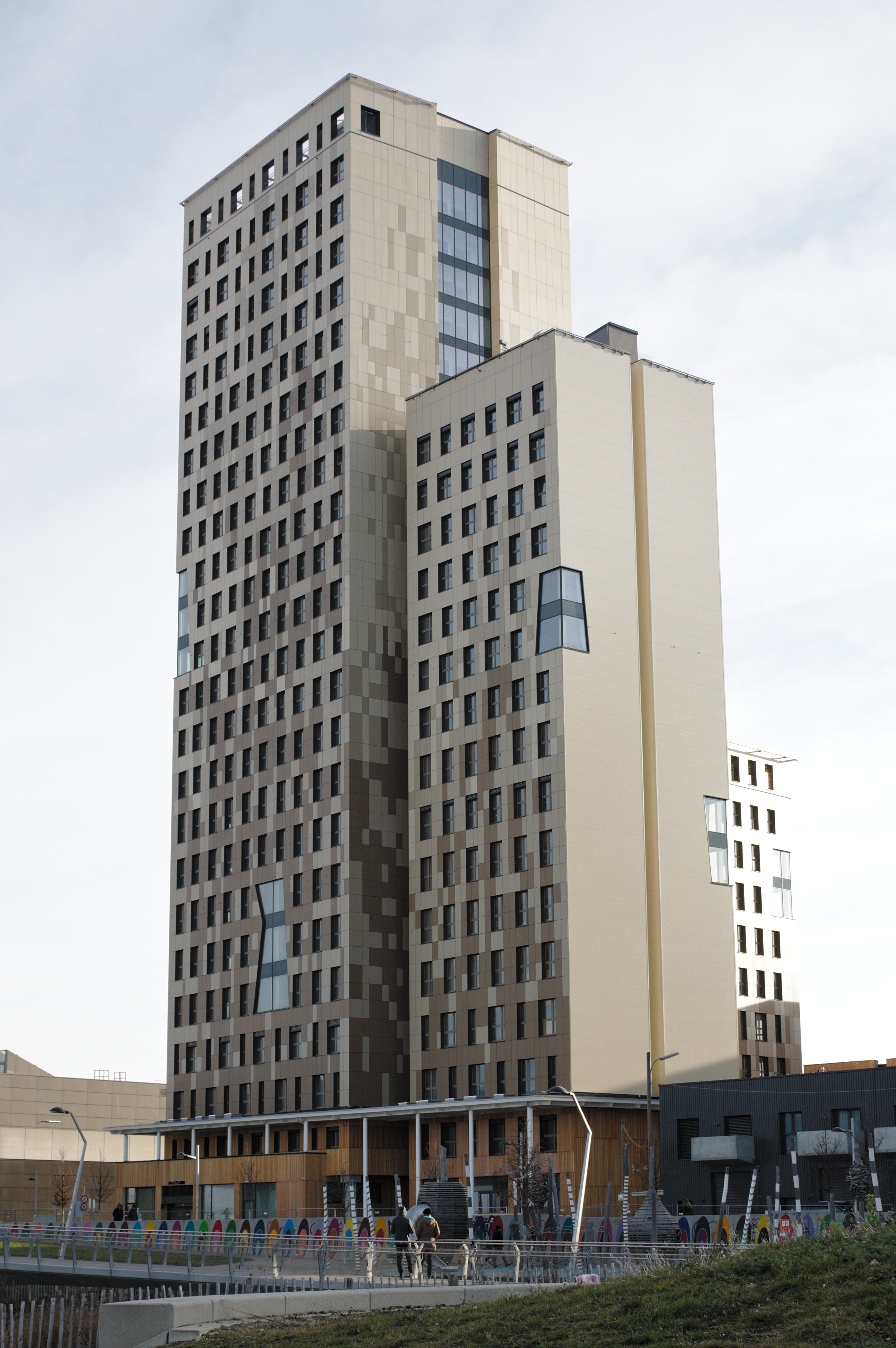
Das HoHo in Wien
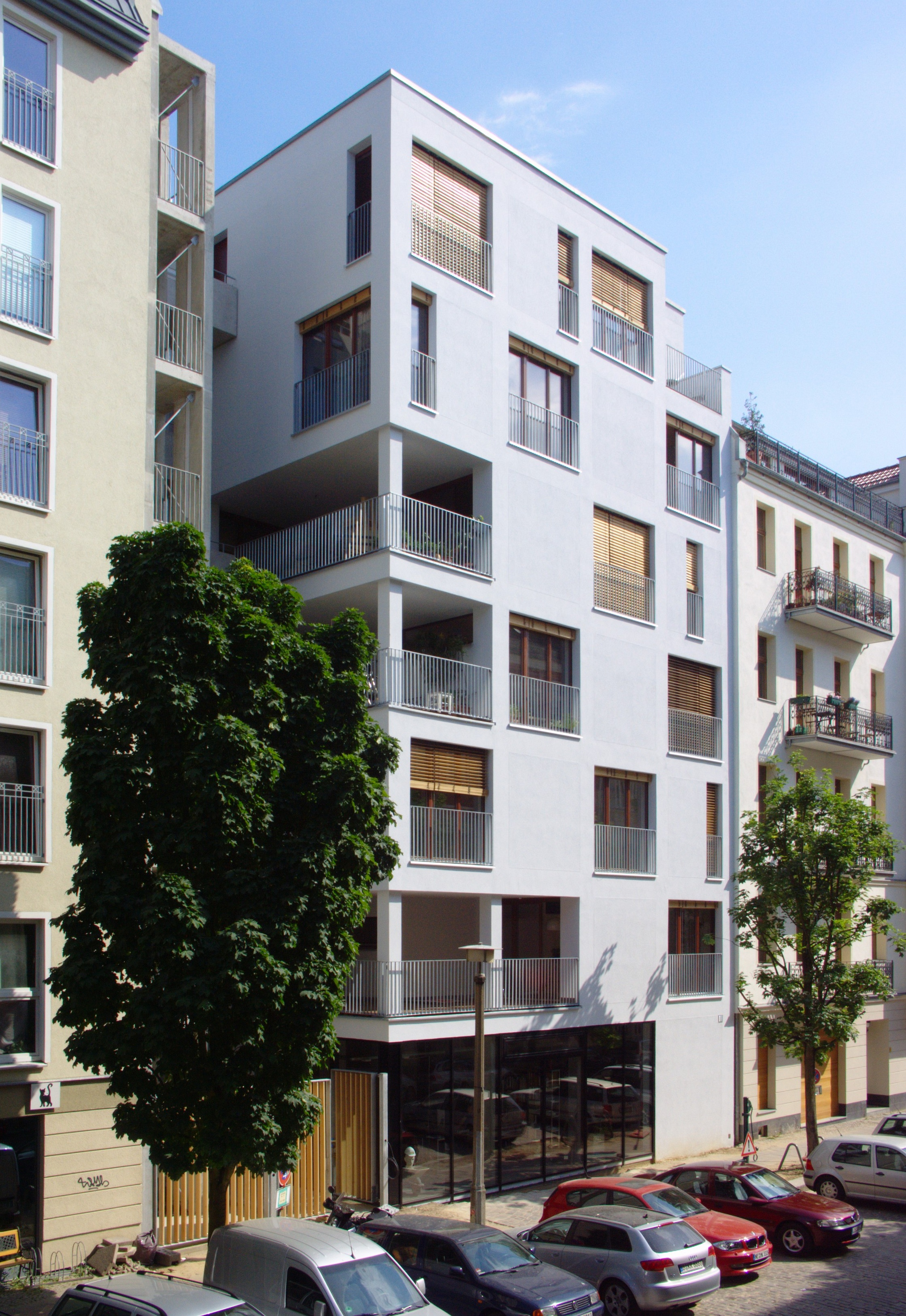
E3 in Berlin
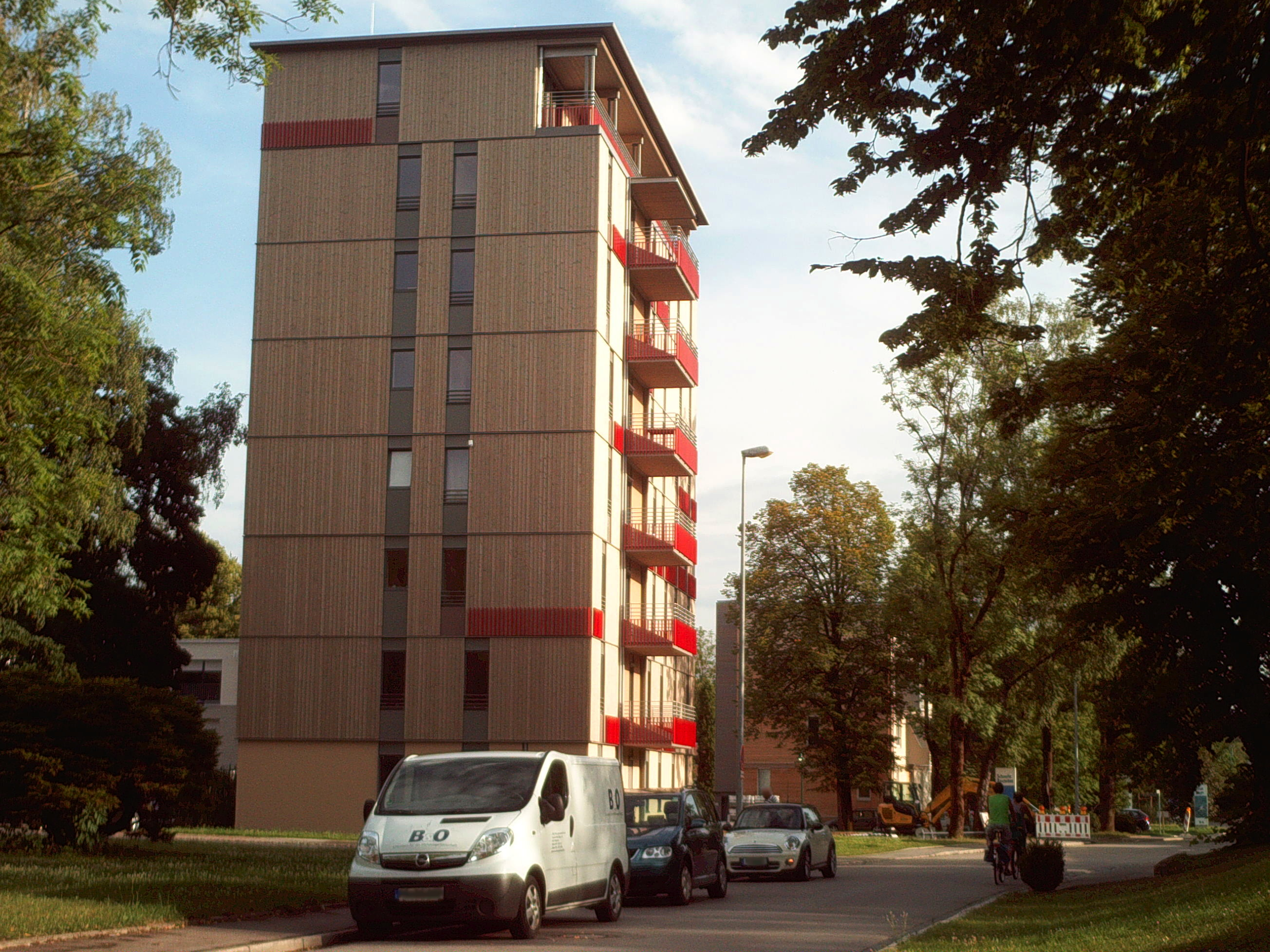
H8 (Holzhaus Bad Aibling)
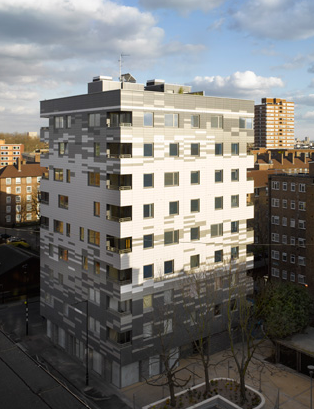
Stadthaus, London Borough of Hackney
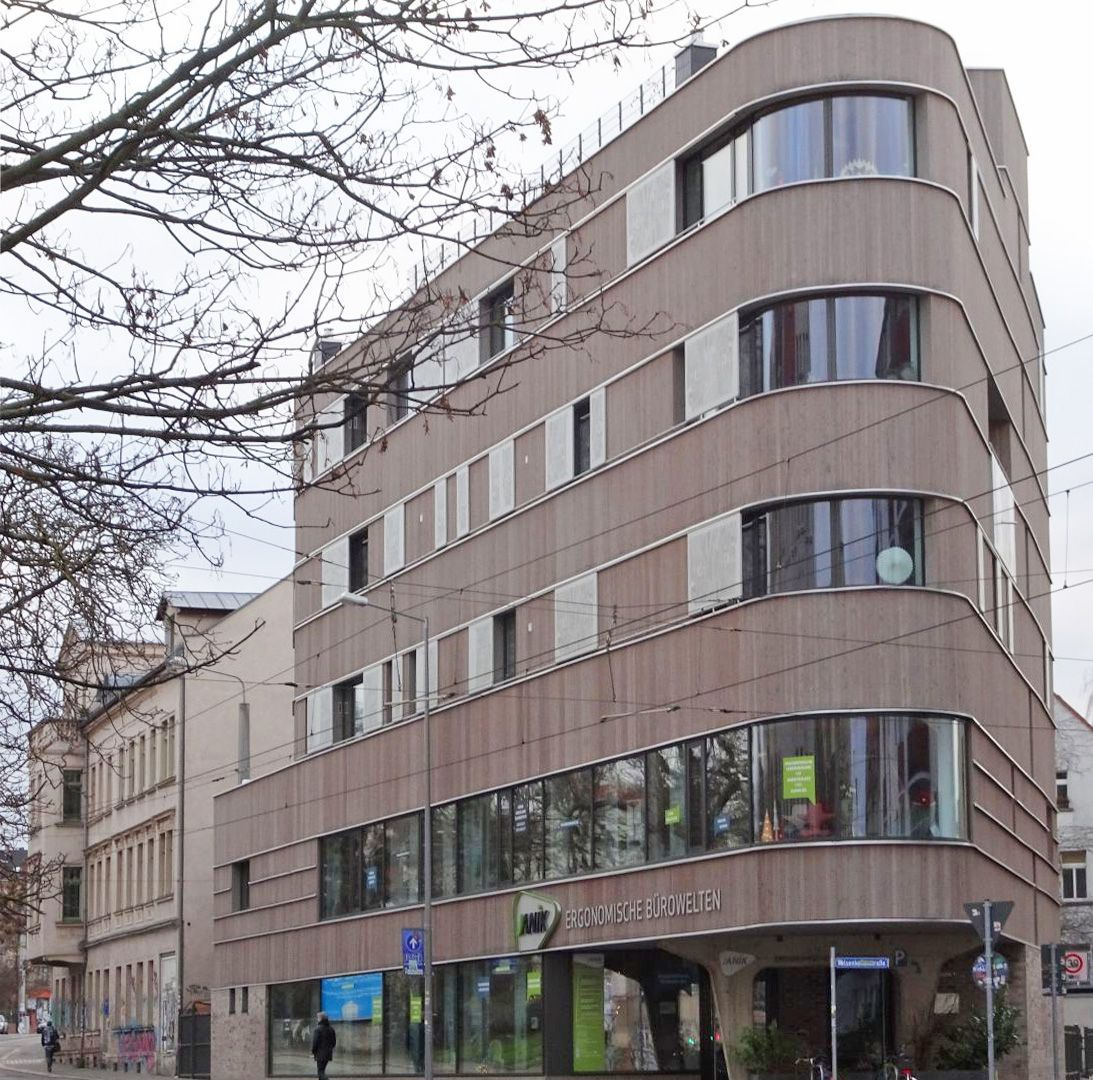
Holzhaus Z8 in Lindenau (Leipzig)
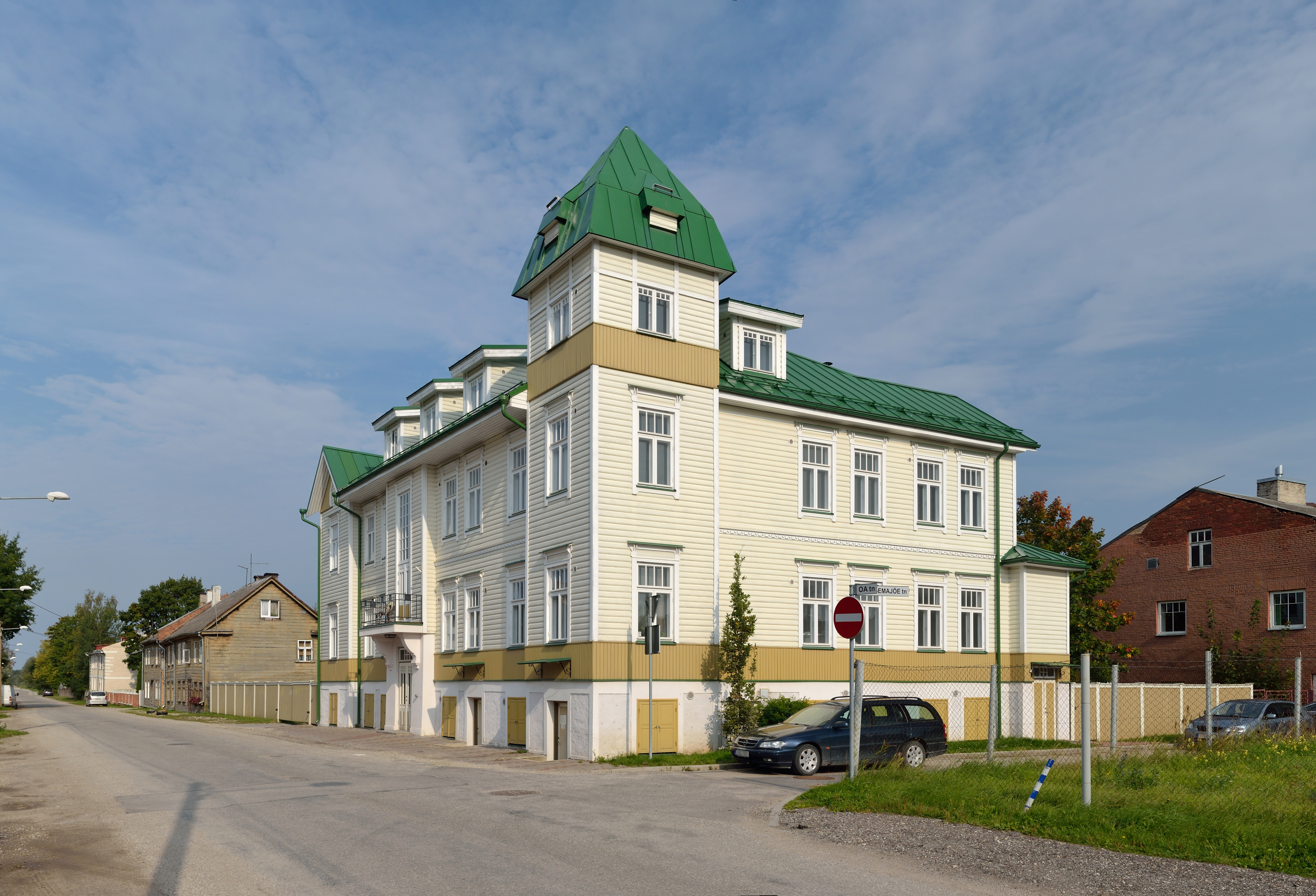
Tartu, Estland
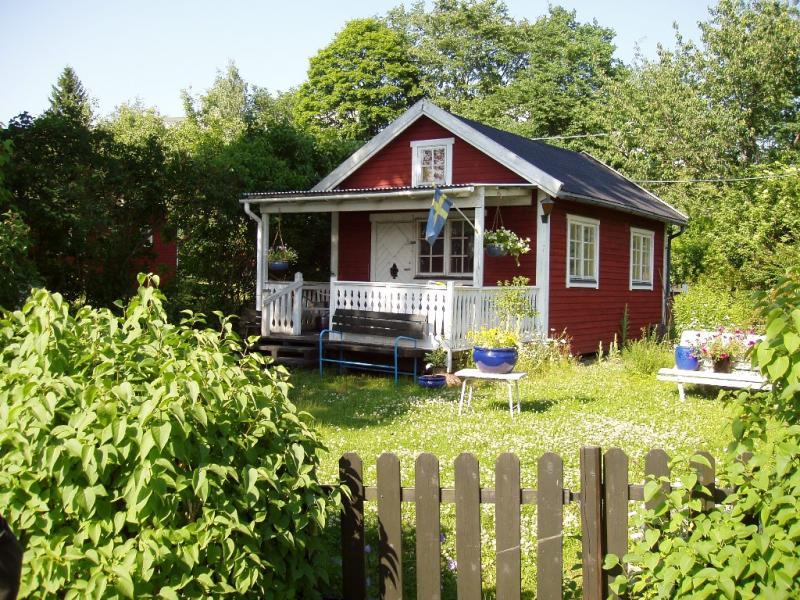
Schweden
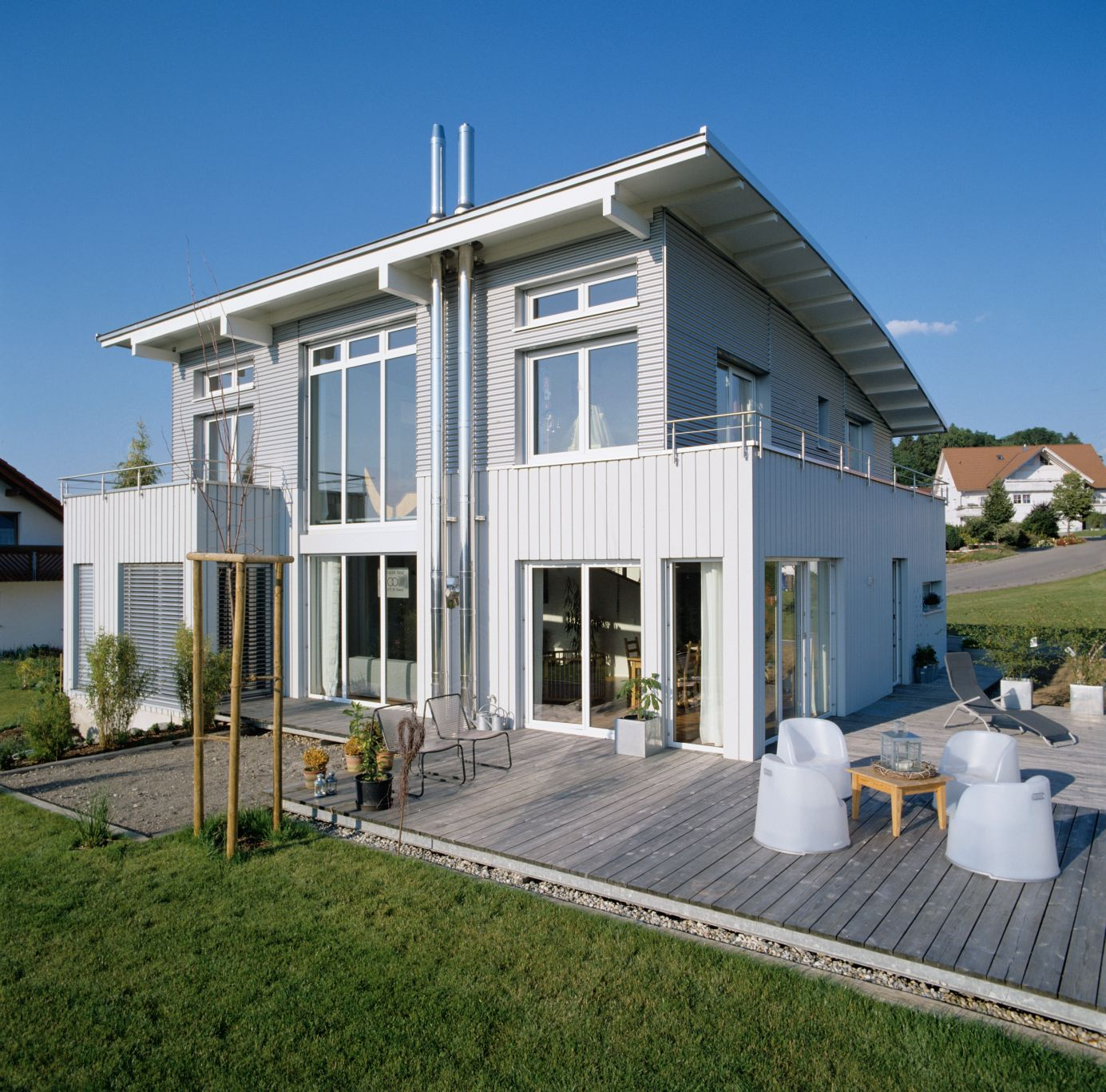
Einfamilienhaus
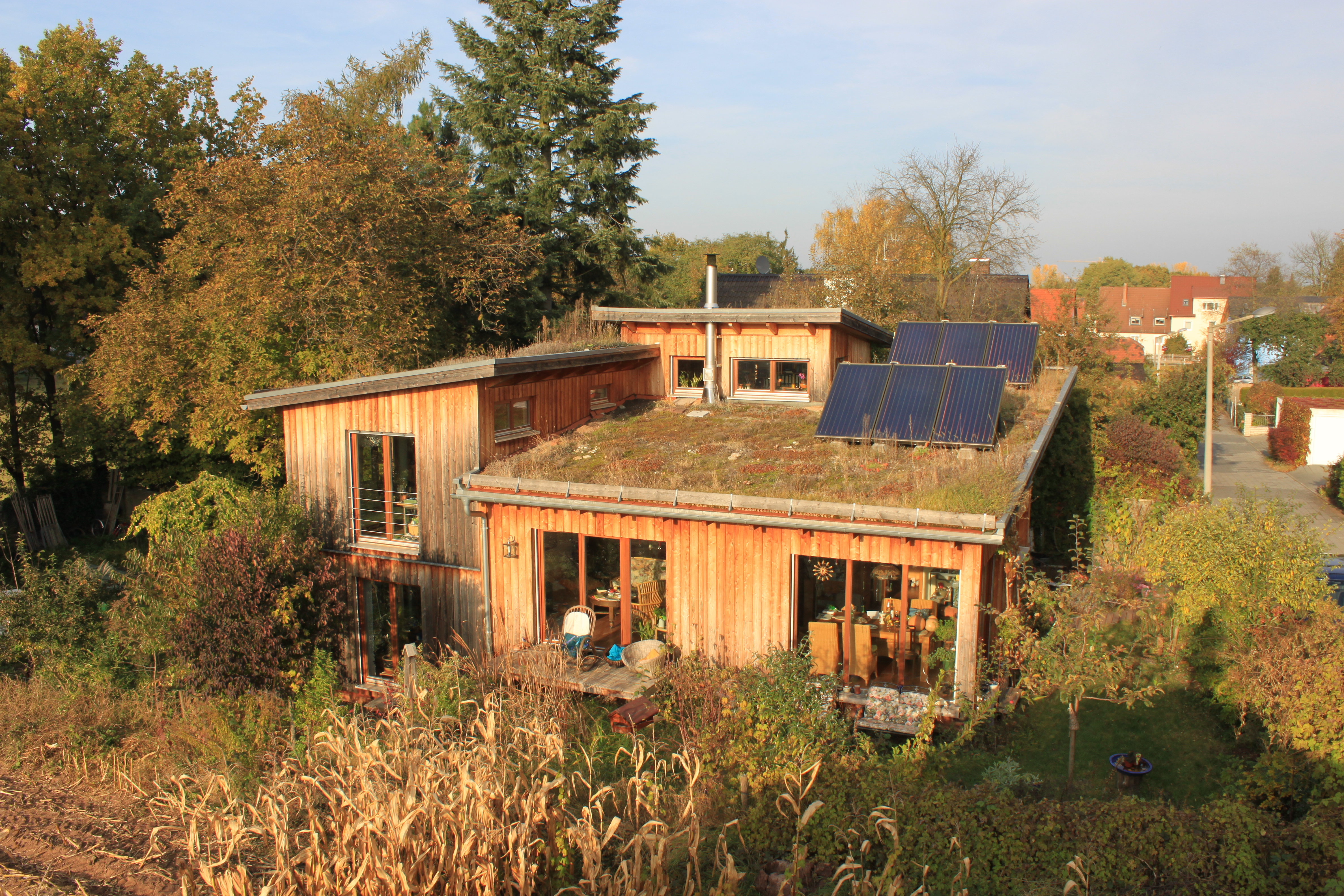
Lärchenholz in Ständerbauweise
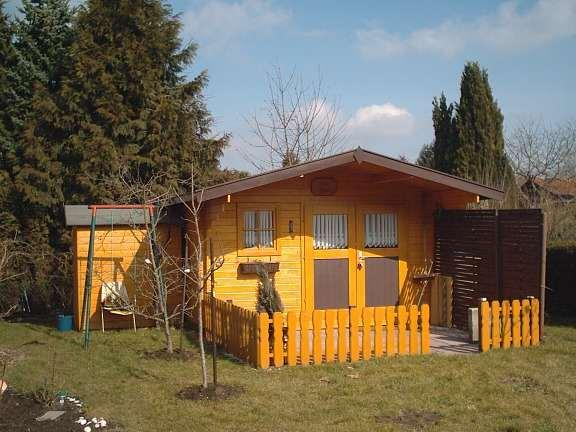
Gartenhaus in Deutschland
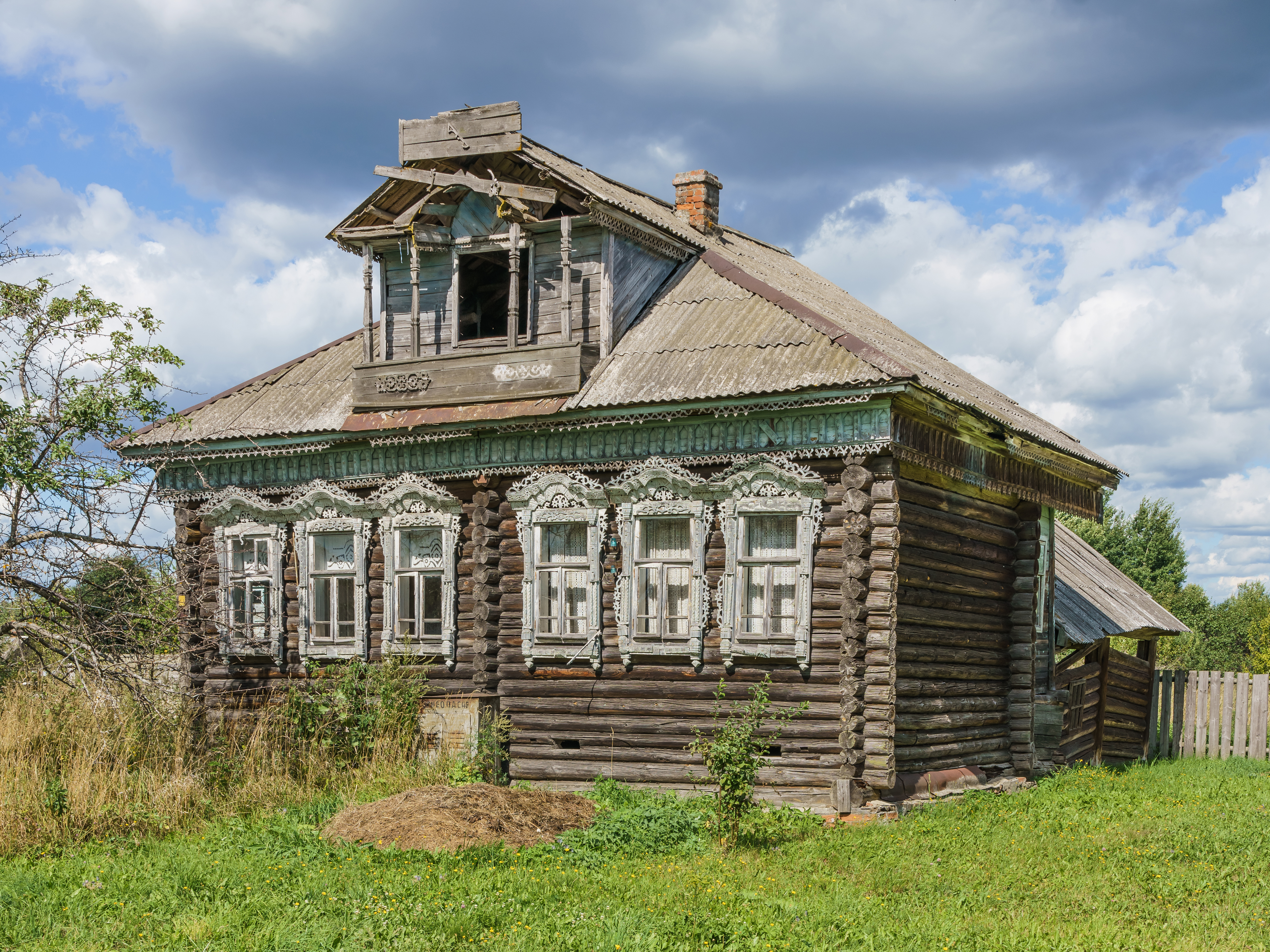
Russland
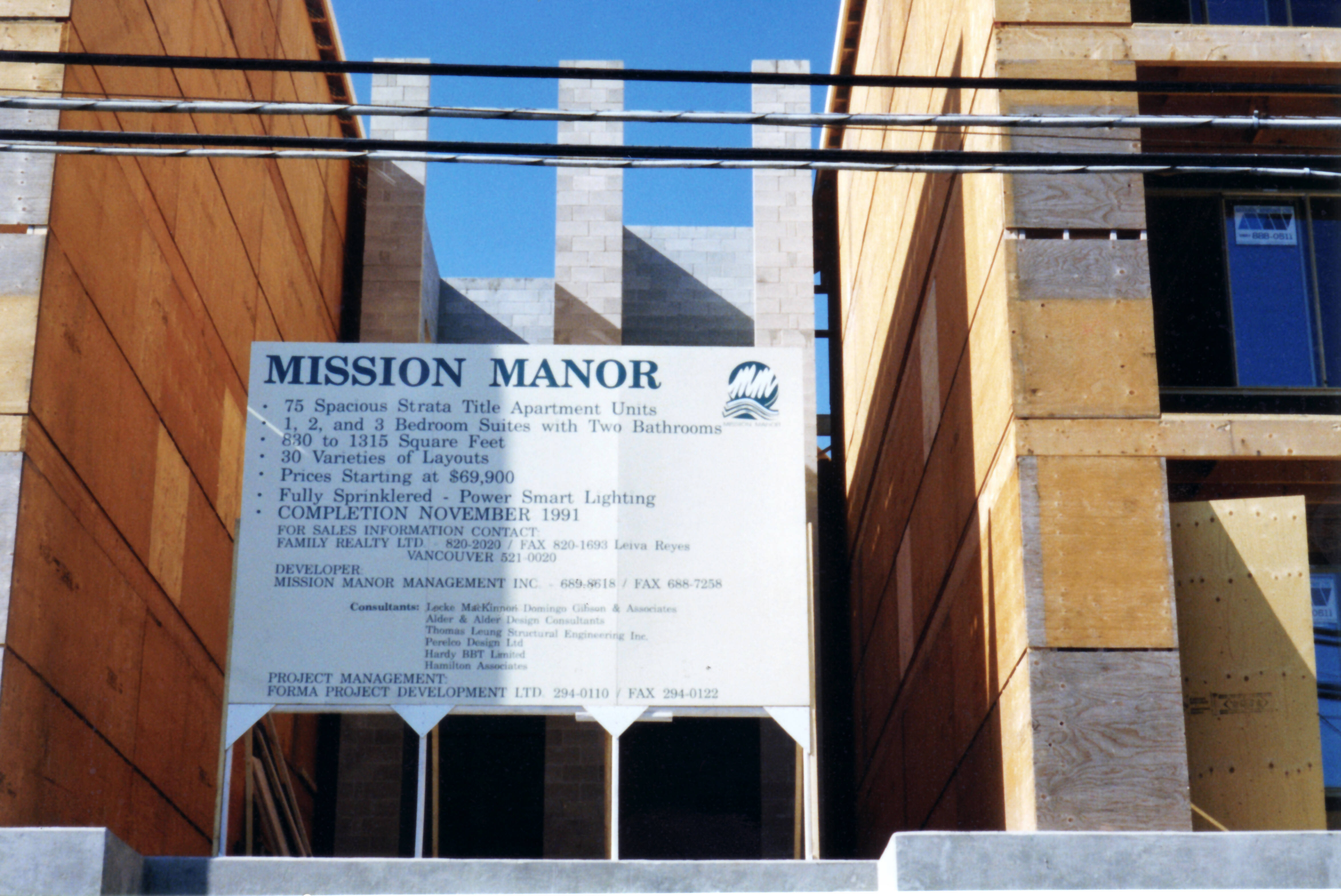
Baustelle eines Holzgebäudes mit 75 Wohnungen in Kanada
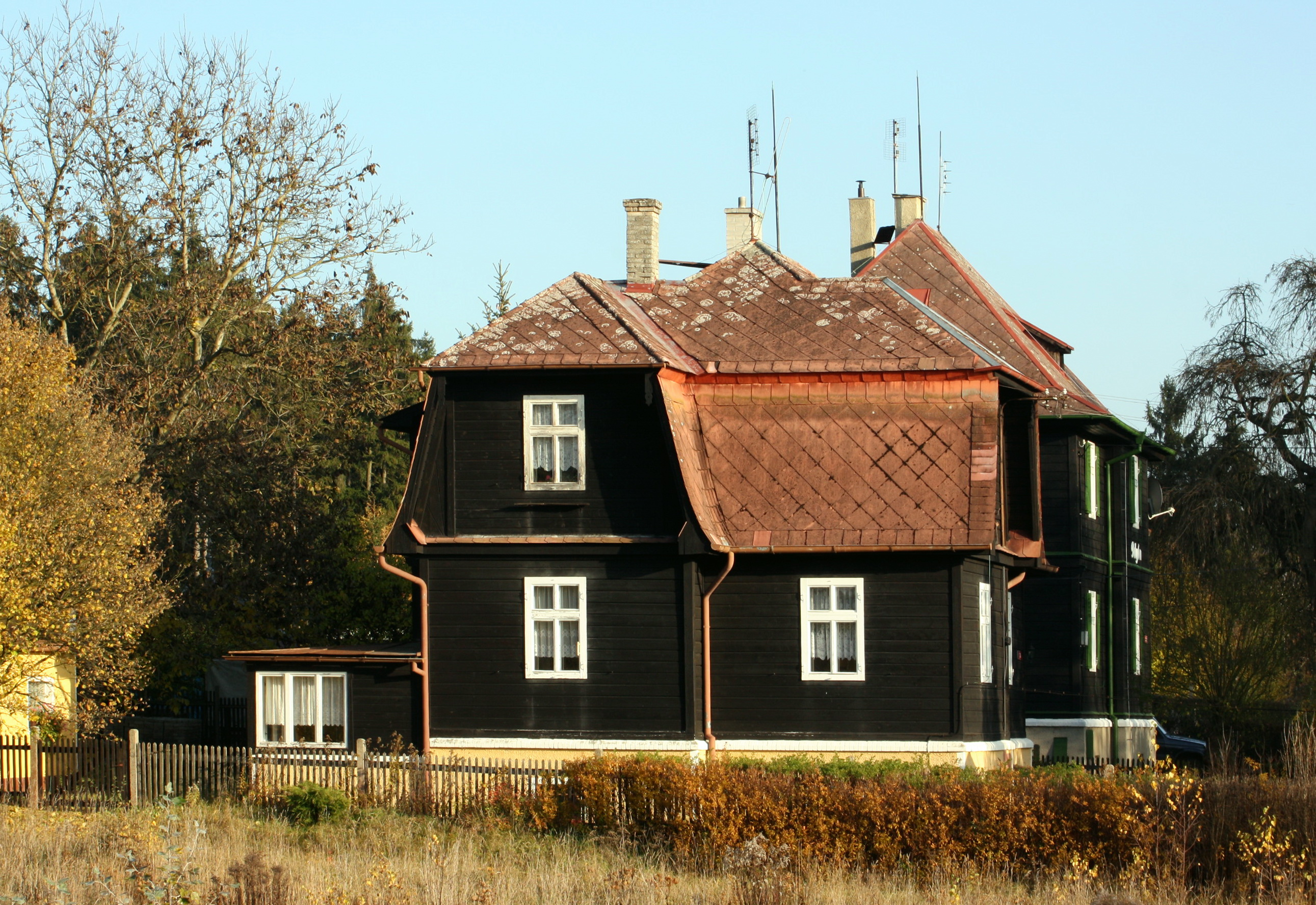
Franzensbad
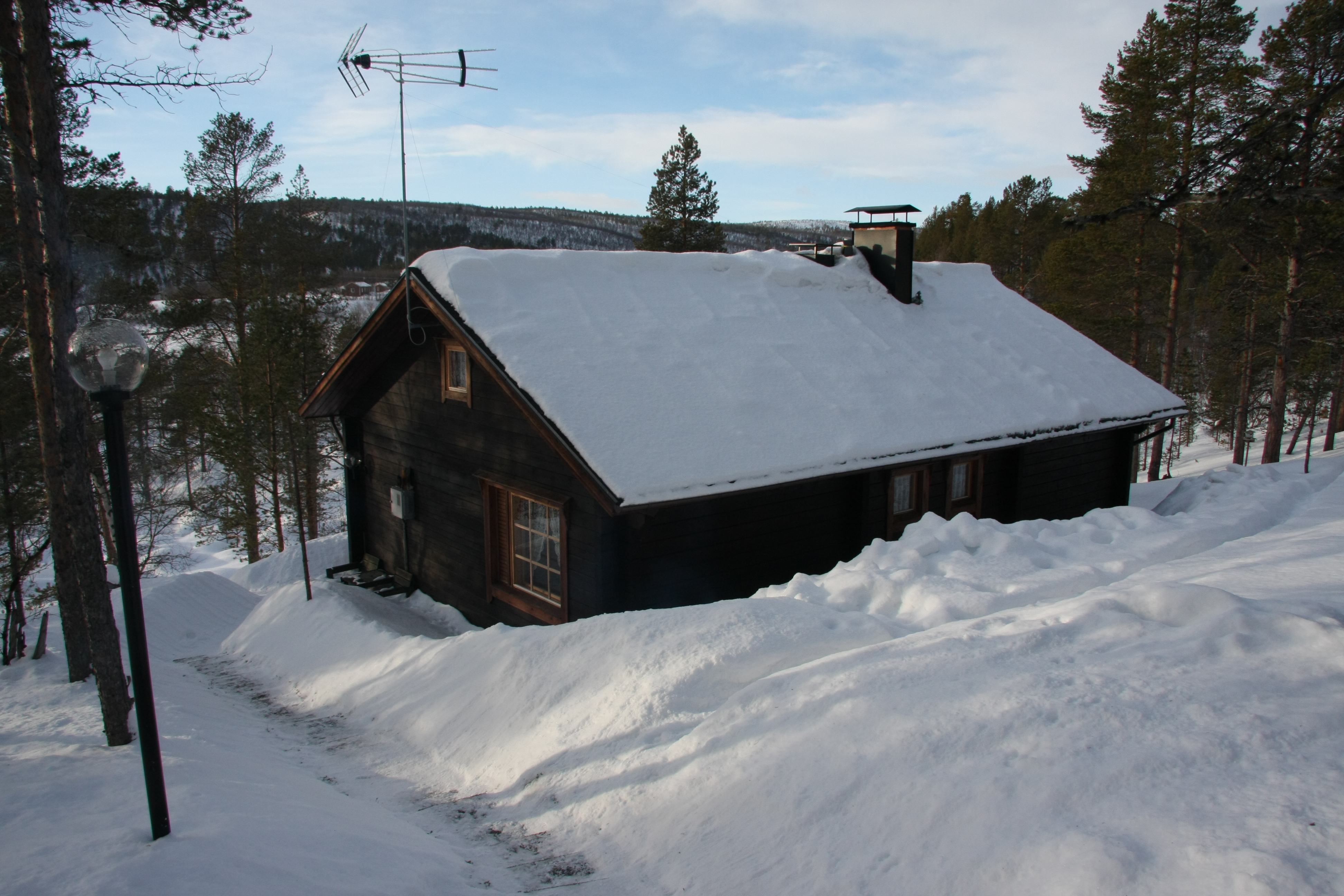
Utsjoki, Finnland
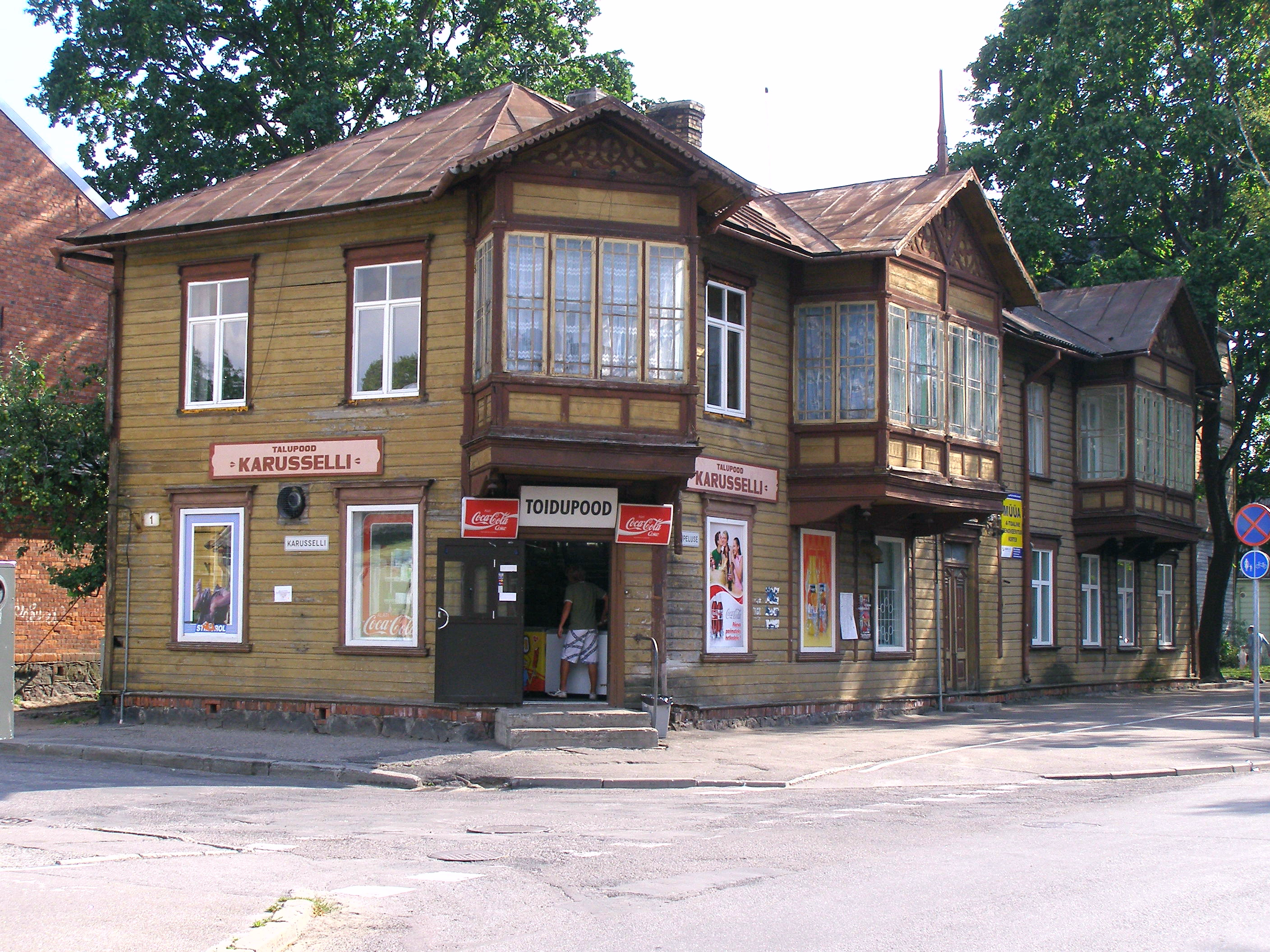
Pärnu, Estland
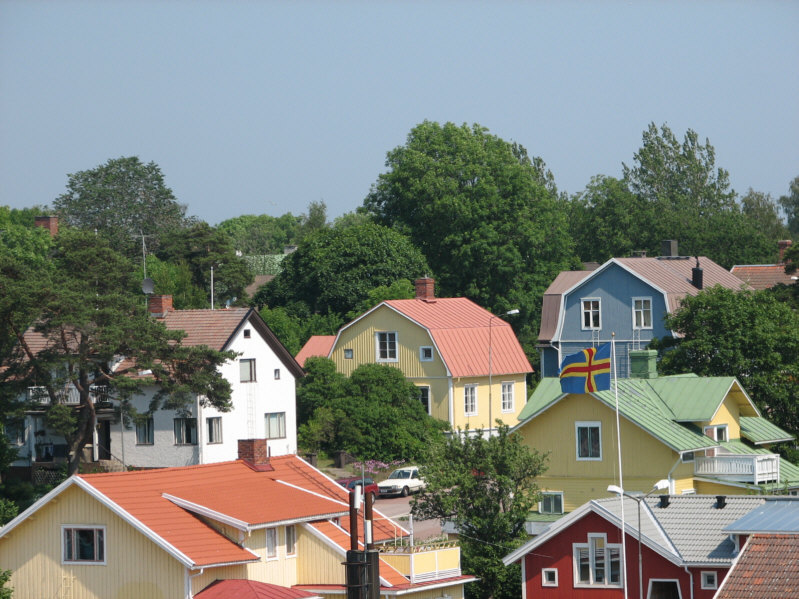
Mariehamn, Åland
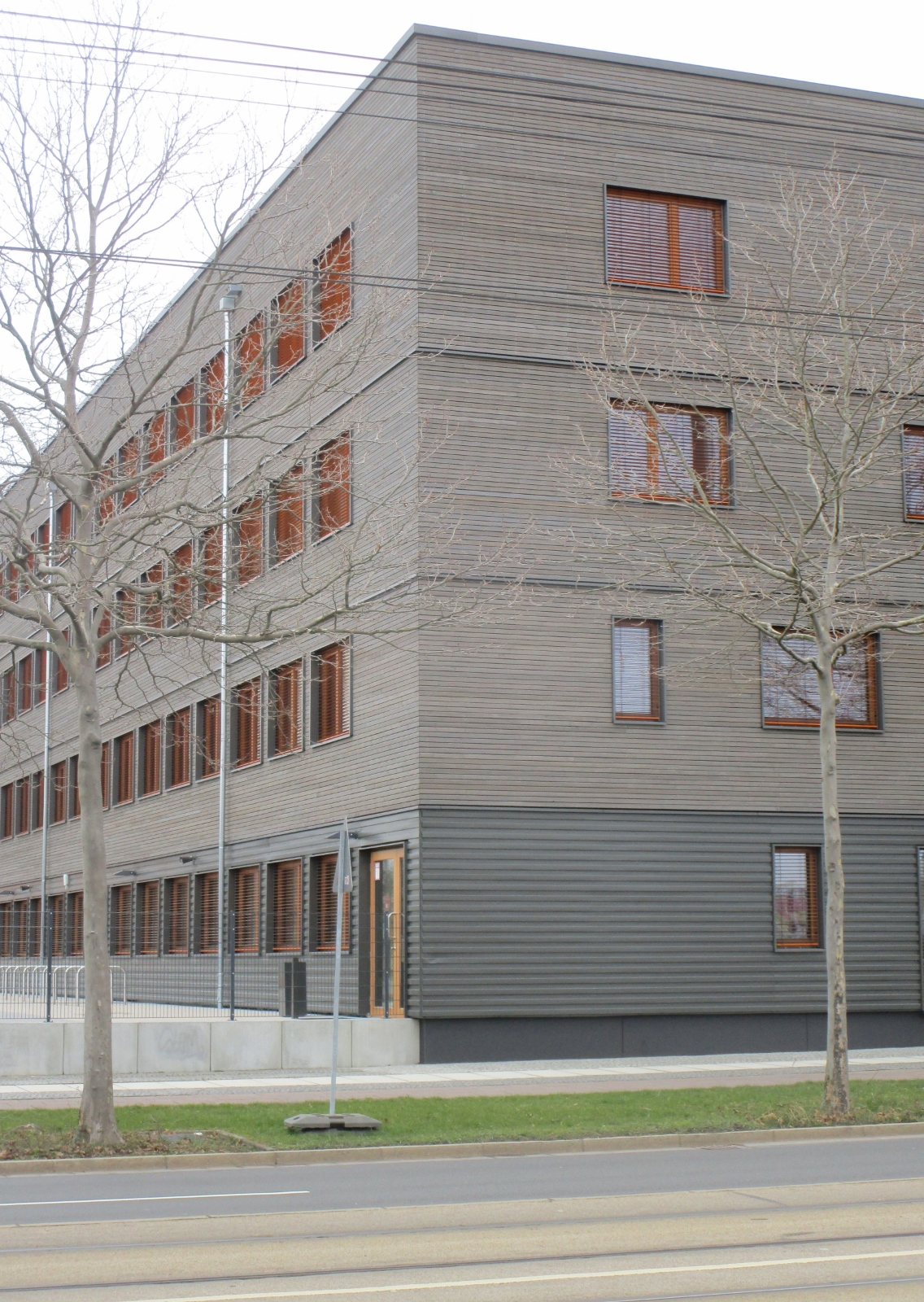
Schule am Barnet-Licht-Platz in Leipzig